# NHK世羅西テレビ中継放送所
NHK世羅西テレビ中継放送所（エヌエイチケイせらにしテレビちゅうけいほうそうしょ）は、広島県世羅郡世羅町に置かれていたNHK広島放送局のテレビ中継局である。

## 概要
- 当中継放送所は、世羅郡世羅町小国字潮音寺に置かれ、該当地区などへ電波を発射していた。
- なお、民放は、世羅中継局や周辺地域にある中継局を受信していた。

## 送信施設概要
| チャンネル | 放送局名    | 空中線電力        | ERP                 | 放送対象地域 | 放送区域内世帯数 |
| 3ch        | NHK広島総合 | 映像1W /音声250mW | 映像1.5W /音声380mW | 広島県       | 不明             |
| 6ch        | NHK広島教育 | 映像1W /音声250mW | 映像1.4W /音声350mW | 全国         | 不明             |

- 2011年7月24日24時の停波を以って、廃局となった。